# Гікорі (округ, Міссурі)
Шаблон:StateAbbr_ 37°56′ пн. ш. 93°19′ зх. д. / 37.94° пн. ш. 93.32° зх. д.
Округ  Гікорі (англ. Hickory County) — округ (графство) у штаті Міссурі, США. Ідентифікатор округу 29085.

## Історія
Округ утворений 1845 року.

## Демографія
За даними перепису 
2000 року 
загальне населення округу становило 8940 осіб, усе сільське.
Серед мешканців округу чоловіків було 4378, а жінок — 4562. В окрузі було 3911 домогосподарств, 2737 родин, які мешкали в 6184 будинках.
Середній розмір родини становив 2,7.
Віковий розподіл населення поданий у таблиці:
| Стать    | До 15 років | 15-21 | 22-29 | 30-39 | 40-49 | 50-65 | 65-85 | Понад 85 |
| -------- | ----------- | ----- | ----- | ----- | ----- | ----- | ----- | -------- |
| Чоловіки | 743         | 358   | 217   | 406   | 519   | 1012  | 1051  | 72       |
| Жінки    | 686         | 309   | 250   | 457   | 561   | 1093  | 1079  | 127      |

## Суміжні округи
- Бентон — північ
- Кемден — схід
- Даллас — південний схід
- Полк — південь
- Сент-Клер — захід

## Виноски
1. ↑  U.S. Decennial Census. United States Census Bureau. Архів оригіналу за 26 квітня 2015. Процитовано 16 листопада 2014.
2. ↑  Historical Census Browser. University of Virginia Library. Архів оригіналу за 11 серпня 2012. Процитовано 16 листопада 2014.
3. ↑  Population of Counties by Decennial Census: 1900 to 1990. United States Census Bureau. Архів оригіналу за 3 грудня 2014. Процитовано 16 листопада 2014.
4. ↑  Census 2000 PHC-T-4. Ranking Tables for Counties: 1990 and 2000 (PDF). United States Census Bureau. Архів оригіналу (PDF) за 18 грудня 2014. Процитовано 16 листопада 2014.
5. ↑  State & County QuickFacts. United States Census Bureau. Архів оригіналу за 7 червня 2011. Процитовано 9 вересня 2013.(англ.) Наведено за англійською вікіпедією.
6. ↑  American FactFinder. Бюро перепису населення США. Архів оригіналу за 21 травня 2008. Процитовано 31 січня 2008.

| США | Це незавершена стаття з географії США. Ви можете допомогти проєкту, виправивши або дописавши її. |